# Kinzig (Hohlweg)

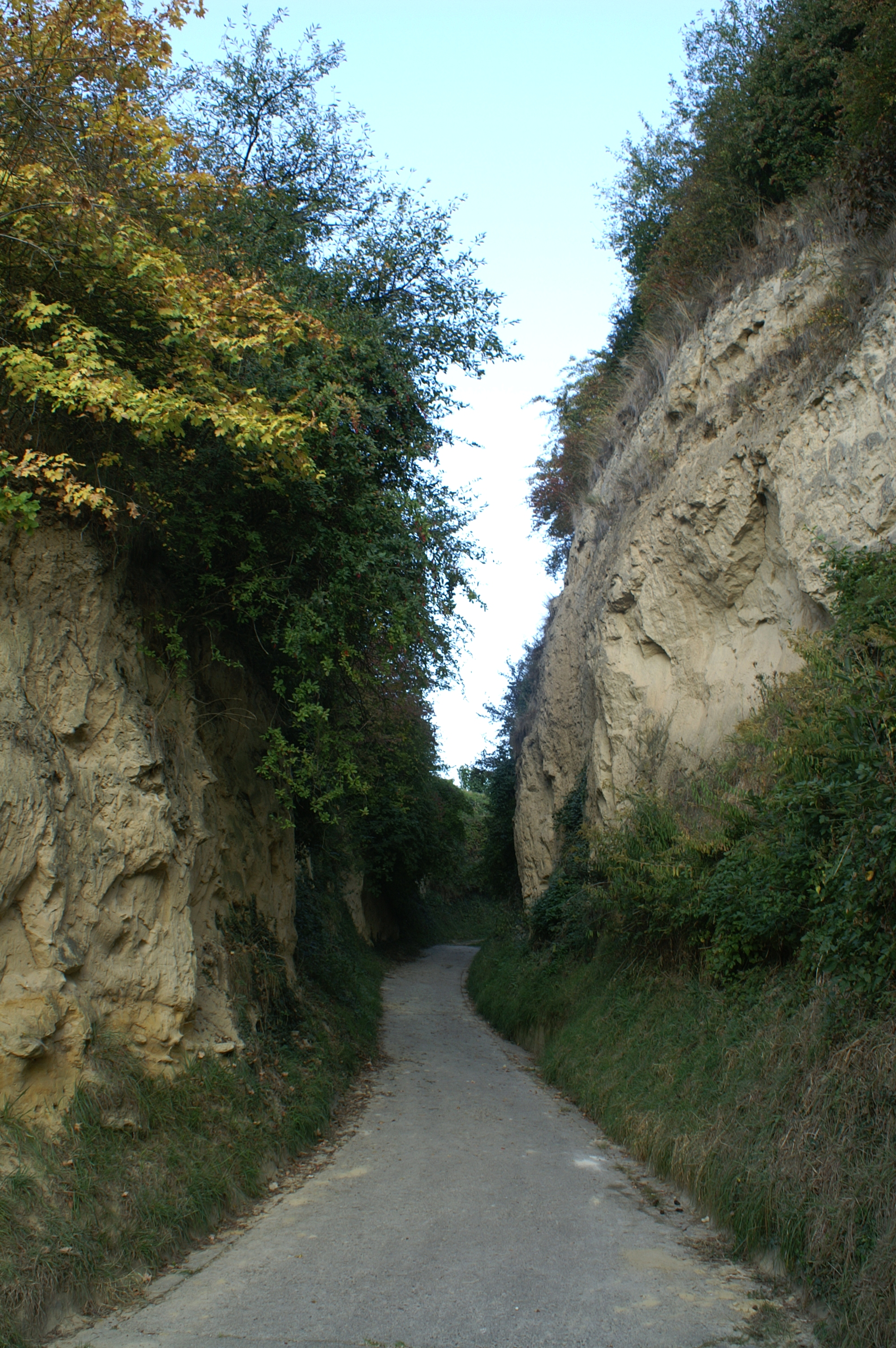
Naturdenkmal „Eichberggasse“ in Bickensohl

Eine Kinzig, auch Kinzge oder Chinzig ist die regionale Bezeichnung für einen Löss-Hohlweg. In einigen Orten wird auch die Bezeichnung Hohlgasse verwendet.
Die Bezeichnung ist heute vielfach nur noch Einheimischen geläufig und beschränkt sich auf die südliche Ortenau, den Breisgau und das nördliche Markgräflerland etwa zwischen Friesenheim und Lipburg, einem Ortsteil von Badenweiler. In diesem Gebiet, zu dem auch der Kaiserstuhl gehört, konnten mehrere hundert Namenbelege mit dieser Bezeichnung für Hohlwege herausgefunden werden, wobei diese teilweise nur noch aus historischen Quellen belegt sind.
Nach Rudolf Post gehört das Wort für Hohlweg wie der Gewässername Kinzig etymologisch zu keltisch *quentika. Bei der Kinzig und den Kinzge-Hohlwegen handelt es sich also um langgestreckte mehr oder weniger tiefe Einschnitte in die Geländeoberfläche. Die Namenkundler gehen davon aus, dass die Alemannen nach ihrer Landnahme das Wort von der keltisch-römischen Vorbevölkerung übernommen haben.
Sprachforscher haben herausgefunden, dass sich die heutigen mundartlichen Formen ab dem 13. Jahrhundert von der in Urkunden zu findenden Kinzege durch Abschwächung der Endung zu Kinzege > Kinzge > Kinzg entwickelt haben. Im Markgräflerland, also südlich der sogenannten Kind/Chind-Linie, wandelt sich das Wort zu Chinzge, Chinz, da sich dort das k im Anlaut zu ch verschoben hat.
In vielen Fällen hat sich die Bezeichnung Kinzig oder Kinzge auf das angrenzende Acker- oder Rebgelände übertragen und ist dort zu einem Gewannnamen geworden. Teilweise hat sich der Gewannname erhalten, obwohl der Hohlweg selbst nicht mehr als Kinzig bezeichnet wird. Beispiele finden sich auf den Teilgemarkungen der Gemeinde March bei Freiburg. Auf der Gemarkung von Neuershausen gibt es den Gewannnamen „Hohkinzig“ (1341: uf der hohen kinzegen), abgeleitet von einem Hohlweg, der auf die Höhe des Nimbergs hinaufführt sowie das Gewann „Kinzigle“, das 1344 als „neben der kleinen kinzen“ genannt wird. Im Holzhausener Bann gab es eine „Blinde Kinzig“ (1423: nebent der blinden kinczgun), wobei „blint“ im Mittelhochdeutschen auch „dunkel, versteckt“ bedeuten konnte. Die „Pfaffkinzig“, 1327 als „des pfaffen kinzen“ bezeichnet, ist heute noch teilweise als Hohlweg erkennbar und führt nach Hugstetten.